# Маме Мадіор Боє
Мамі Мадиор Бойе (7 грудня 1940, Сен-Луї, Французький Сенегал) — сенегальська політична діячка і юристка, перша жінка-прем'єр-міністр Сенегалу.

## Життєпис
Народилася в сім'ї юристів в Сен-Луї. Як і троє її братів, Мамі здобула юридичну освіту в Дакарі і Парижі. Потім працювала в управлінні юстиції Сенегалу. Обіймала посади заступника прокурора, судді і першого віце-президента регіонального суду першого класу, а також президента палати апеляційного суду. Боє є засновником Асоціації юристів Сенегалу, також вона була її першою президенткою протягом 1975—1990 роках. Протягом 1978—1998 років Боє обіймала посаду віце-президента Міжнародної федерації жінок-юристок. У період президентства Абду Діуфа Боє неодноразово пропонували високі посади, але вона щоразу відмовлялася.
Після перемоги 2000 року на президентських виборах Абдулая Вада Боє в квітні того ж року була призначена міністеркою юстиції. Незабаром між президентом і прем'єр-міністром виник конфлікт і останній пішов з поста. 3 березня 2001 президент Абдулай Вад призначив Мамі Боє новим прем'єр-міністром. Через два місяці після її призначення повинні були відбутися парламентські вибори, перед якими більше 30 непартійних жіночих організацій організували кампанію, в ході якої вимагали збільшити кількість жінок в уряді. Це могло стати однією з причин призначення Боє, яка на той момент була безпартійною. На парламентських виборах Вад отримав більшість — 89 місць із 120.
4 листопада 2002 року уряд, очолюваний Боє, було розпущено, а сама вона знята з посади прем'єр-міністра. Причиною відставки могли стати заяви Боє, зроблені щодо аварії судна «Джула», внаслідок якої загинуло 1863 осіб.
12 вересня 2008 року французький суддя видав ордер на арешт Боє в рамках розслідування справи про корабельну аварію судна «Джула». Уряд Сенегалу відкинув вимогу про її видачу і в свою чергу порушив справу стосовно судді, який видав ордер. У червні 2009 року Апеляційний суд Парижа анулював ордер на арешт Боє.